# Бирање трешања
Бирање трешања или потискивање доказа је логичка грешка која настаје када се пажња скреће само на појединачне случајеве или податке који потврђују одређени аргумент или позицију, док се занемарује знатан број свих осталих релевантних података и доказа који могу да оповргну тај аргумент или позицију. Грешка се може користити случајно или намерно.
Ово је врста заблуде због селективне пажње, за шта је најчешћи пример потврдна пристрасност - тенденција људи да фаворизују информације које потврђују њихова веровања или хипотезе и игноришу информације које им не иду у прилог.
Назив грешке се заснива на посматрању бербе воћа. Берач, очекивано, сакупља зреле и лепе плодове. Посматрач који само види пробрано воће може погрешно закључити да су сви плодови такви.
Бирање трешања се може наћи у основи многих логичких грешака. На пример, у грешци анегдотални доказ постоји тенденција да се превиди и игнорише велика количина података који се не слажу с одређеним аргументом. Притом говорник оправдава своју тезу само личним искуством, које је, најчешће, умишљено или је плод јаке самообмане. Код грешке лажна дилема се у обзир узимају само две екстремне опције, а њих заправо има много више.
Бирање трешања се односи и на избор података или скупова података тако да научно истраживање да жељене, предвидиве резултате који могу бити заваравајући или чак потпуно супротни стварности.

## Примери
- Ово истраживање које је спровео Ендру Вејкфилд показује да вакцинација изазива аутизам.

Оно што говорник није рекао је да Вејкфилд више није лекар, јер му је одузета лиценца за рад зато што је у овом истраживању фалсификовао резултате. Истраживење је такође урађено на само дванаесторо деце и има стотине независних истраживања која су показала да вакцинација не изазива аутизам.